# Claudia Pigliapocová
Claudia Pigliapocová (* 24. března 1983 Jesi, Itálie) je bývalá italská sportovní šermířka, která se specializovala na šerm fleretem. Itálii reprezentovala v prvním desetiletí jednadvacátého století. V roce 2004 a 2006 obsadila třetí místo na mistrovství Evropy v soutěži jednotlivkyň. S italským družstvem fleretistek vybojovala v roce 2004 třetí místo na mistrovství Evropy.